# استان اشوی‌داشکسیه
استان اشوی‌داشکسیه (به لاتین: Świętokrzyskie Voivodeship) یک استان در لهستان است.

## خصوصیات
استان اشوی‌داشکسیه ۱۱٬۶۷۲ کیلومترمربع مساحت و ۱٬۲۸۱٬۷۹۶ نفر جمعیت دارد.